# Robert Ciranko
Robert Louis Ciranko (Brooklyn, 1947. március 9.) a Watch Tower Bible and Tract Society of Pennsylvania elnöke 2014 óta, amely a Jehova tanúi legfontosabb bejegyzett szervezete.

## Élete
1947 márciusában született Brooklynban, az Egyesült Államokban, magyar bevándorló családban. Mind a négy nagyszülője a Jehova Tanúi felekezet tagja volt.
1978-ban nősült.
2014-ben Don Alden Adamst váltotta az Őrtorony Társulat (Pennsylvaniai Watch Tower Bible and Tract Society) elnöki posztján.